# وی‌بک ماشین
وِی‌بَک ماشین (به انگلیسی: Wayback Machine) به معنی دستگاه راه به گذشته (یا دستگاه بازگشت به زمان‌های بسیار دور) رابط کاربری شرکت بایگانی اینترنت می‌باشد که امکان دسترسی به کپی دقیقی از صفحات اینترنتی در زمان‌های گذشته را فراهم می‌سازد. تاریخ زمان آرشیو وبسایت و عکس‌برداری از صفحات نیز از طریق این ماشین ثبت‌ شده‌ است، در واقع این سایت در تاریخ‌های مختلف اقدام به آرشیو نمودن نسخه‌ای از سایت‌های اینترنتی می‌کند. این ماشین‌ ابزاری است که تاریخچه‌ای از وب را دربر دارد، به‌ این‌ ترتیب رسانه‌های موجود در داخل صفحات وب قدیمی، حتی در صورت حذف شدن نیز دیگر محو نخواهند شد.
تا تاریخ ۹ مه ۲۰۲۴، وی‌بک ماشین، بیش از ۸۶۶ میلیارد صفحه وب را بایگانی کرده است.

## گسترش و ارتقاءها
ازجمله ی تغییراتی که در سال دو هزار و هفده میلادی به این ابزار اضافه شده بود می‌توان به یک رابط کاربری ساده‌تر و جدید و همچنین امکان یافتن وب‌سایت‌ها با استفاده از کلمات کلیدی (به‌جای تایپ کردن URL) اشاره نمود.
{{{}}}== جستارهای وابسته ==
- بایگانی اینترنت